# メルシタリア・ファスト
メルシタリア・ファスト（イタリア語: Mercitalia Fast）は、イタリアの鉄道貨物会社であるメルシタリア・レール（Mercitalia Rail）が運行した、世界初の高速鉄道を用いた貨物列車。2018年11月7日から営業運転を開始したが、2022年11月の運行を最後に長期に渡り運行を休止している。

## 概要
2018年4月に発表された、高速旅客列車が運行する高速新線（ディレッティシマ）を利用し貨物輸送を行う列車。平均時速180km/hの高速運転により宅配物などの貨物を迅速かつ時間通りに配送する事が可能となる他、二酸化炭素排出量も従来の道路輸送と比較して80％削減されると見込まれていた。
車両は動力集中方式の高速列車であるETR500（12両編成）が用いられた。旅客郵送から貨物輸送への転用に伴い、緑や銀色、赤色を用い「Mercitalia Fast」のロゴマークが大きく描かれた塗装に変更された他、客車として使用されていた中間車両は窓を閉鎖した上で内部にロールボックスパレットを積載するための改造が行われた。1編成の輸送量はトラック18台分、ボーイング747の1機分に相当し、1年間ではA1高速道路を走行するトラック9000台分にも匹敵した。
最初の運用区間はカゼルタ・マルシエーニ - ボローニャ・インテルポルト間の、南北イタリアの物流拠点を直結するルートで平日（月曜から金曜）の夜間に運行し、所要時間は3時間30分であった。将来的にはローマやミラノなど、高速旅客列車が結ぶ各都市に向けてメルシタリア・ファストの路線網を拡大する計画となっていた。しかし、2020年時点で利用企業はAmazon.comのみであり、更に新型コロナウイルス感染症（COVID-19）の影響で利用率が低迷した。その結果、2022年11月18日に運行された列車を最後に、メルシタリア・ファストは長期に渡って運行を休止しており、2024年時点でも再開されていない。

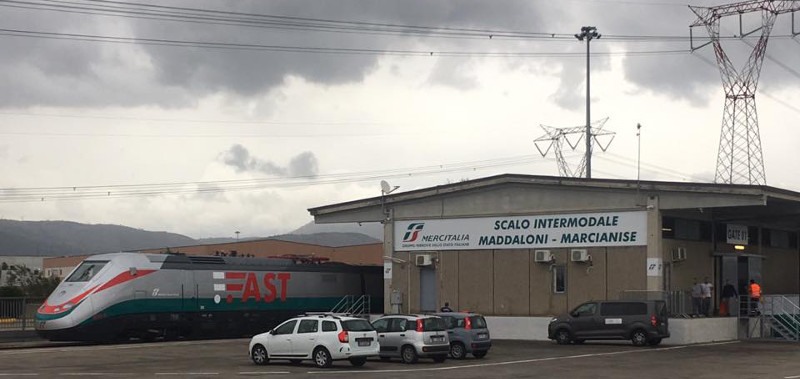
マルチャニーゼ駅に停車するメルシタリア・ファスト（2019年撮影）